# Земля Отважных
Земля Отважных (англ. Bravelands) — серия романов автора Эрин Хантер, повествующая о животных Африки. Главными героями являются лев Бесстрашный, бабуин Заноза и слониха Тучка.

## Авторы
Книги серии пишет Эрин Хантер — общий псевдоним шестерых писательниц, а если точнее — Джиллиан Филлип и Клариссы Хаттон (только они пишут «Землю Отважных»). Эрин Хантер также написали циклы книг «Коты-воители», «Хроники Стаи» и «Странники». Иллюстратор книг — Леонид Насыров/Оуэн Ричардсон.

## Описание

#### Предыстория
В племя Кривого Дерева приходит новый бабуин по имени Зерно. Завоевав доверие Марулы Вершинной, он убивает её, чтобы возглавить племя. Предательство раскрывается возлюбленной Зерна, Грушей. За день до суда убийца сбегает, похитив свою новорождённую дочь Ягодку и прибивается к племени Ясного Леса, сменив имя на «Жало».
Тем временем в прайде Доблестного назревают интриги: один из львов оспаривает право Доблестного быть вожаком. Доблестный вынужден изгнать мятежника вместе с его сыном, Коварным. Львёнок не забыл нанесённую обиду и постепенно набирал силы, готовясь отвоевать «свой» прайд.
Носорог Камнепад обращается к Великой Матери с просьбой вылечить его смертельно больную дочь Ясноглазку. Предводительница Земли Отважных отказывает ему, говоря, что Великий Дух сам решит её судьбу, и в результате носорожка умирает. Камнепад поклялся отомстить слонам.

#### Основные виды животных
Стервятники — правители всех птиц Земли Отважных. Тысячелетия служат Великим Родителям, так как обладают даром по вкусу падали определить, был ли убит зверь в нарушение Закона или нет. Стая Всадницы Ветра — предводительницы стервятников — обитает в горах, где находится чаша в водой, благодаря которой носитель Великого Духа (если не является законным Великим Родителем, как, например, Тучка) может получить дар понимать язык птиц.
Слоны — самые мудрые и духовные обитатели саванны. Никто из животных не помнит, чтобы Великим Отцом или Великой Матерью был не слон. Все из них имеют способность видеть прошлое, прикасаясь к костям погибших. Только слоны знают о Долине Предков — слоновьем кладбище.
Бабуины — отличные организаторы и непревзойдённые воины. Имеют строгий свод законов и чёткую иерархию, сравнимой с ветвями деревьев (Вершинный — вожак племени, Верхнелистные — его советники, Прикорневые — уборщики и прислужники и т. п.). Известно только два полноценных племени — Ясного Леса и Кривого Дерева. В каждом племени есть Звёзднолистный, который умеет читать знаки от Великого Духа.
Львы — самые высокомерные и независимые животные саванны. Они не верят в Великого Духа, но чтут Закон. Живут прайдами, возглавляемыми вожаком и несколькими львами-самцами, а львицы выполняют роль охотниц. Также у львов есть свой свод правил — закон предков, который касается поединков за лидерство. Львы имеют священный для них ритуал клятвы на крови, не выполнить который означает вечный позор, изгнание и гибель.
Золотые волки — загадочные существа с неизведанных территорий Земли Отважных. Они называют себя «собаками тьмы» и способны поглощать души животных, съедая их сердца. Волки считают своей единственной целью нести хаос и разрушение и поэтому стремительно истребляют обитателей саванны.

## Вселенная
Действие книг происходит в Земле Отважных — местности, напоминающей Серенгети в Восточной Африке. Негласными лидерами большинства животных являются слоны. Обитатели Земли Отважных верят в Великого Духа, который всегда находится в теле избранного Великого Родителя. Основным правилом среди хищников и травоядных является Закон — «убивать лишь чтобы выжить». Повествование в каждой книге ведётся поочерёдно от лица представителей разных видов — львов, бабуинов и слонов. Сюжетные линии героев часто пересекаются.

### Группы
Прайды:	Прайд Бестрепетного • Прайд Бесстрашного • Прайд Коварного • Прайд Выносливого • Прайд Честного
Племена:	Племя Ясного Леса • Племя Кривого Дерева • Племя Тернового Куста • Племя Справедливости • Безымянное объединенное племя
Стада:	Стадо Тучки • Стадо Широкого Шага • Стадо Камнепада • Стадо Дальнего Похода • Стадо Грома • Великое Стадо

## Основной сюжет
Сюжетная линия львёнка Бесстрашного связана с борьбой за место вожака прайда. Трое львов-одиночек под предводительством Коварного атаковали его дом. Отец Бесстрашного погибает, и львёнок вынужден бежать. Воспитанный племенем бабуинов, набравшийся хитрости и жажды мести, он выжидает момент, когда сможет убить нового вожака — Коварного.
Важной является история Занозы — молодого и амбициозного бабуина племени Ясного Леса, раскрывшего страшное предательство своего наставника Жала, вероломно убившего вожаков племени. Каждый из них плетёт свои интриги: Жало становится Вершинным и полностью располагает к себе племя, продолжая строить планы по становлению Великим Отцом Земли Отважных. У Занозы неспокойно на совести — пытаясь убить Жало, он становится его личным стражником и палачом, теряет всех друзей и впервые совершает предательство.
Часть повествования занимает сюжетная линия слонихи Тучки, которая может видеть прошлое и будущее, прикасаясь к костям погибших животных. Её бабушка, Великая Мать Земли Отважных, была убита, и это преступление окутано тайной. Волей судьбы Тучка становится временной носительницей Великого Духа, который возлагает на неё задачу найти истинного лидера Земли Отважных, Великого Родителя.

## Книги
Всего на данный момент выпущено 5 частей, 6-я готовится к выпуску. Также, помимо основных планируемых шести книг, ожидается выпуск отдельных специзданий и дополнений.

### Цикл I
Первый цикл — первая трилогия книг «Земли Отважных», которая положила начало всему циклу. Героями этой серии являются лев Бесстрашный, одержимый жаждой мести и желанием вернуть место вожака прайда, бабуин Заноза, стремящийся спасти своё племя от предателя, и слониха Тучка, владеющая даром читать прошлое и будущее по костям. Их сюжетные линии имеют непосредственную связь, а повествование ведётся поочерёдно с точки зрения каждого персонажа.
- Расколотый прайд

Вышла 6 июня 2017 года. Первая книга серии «Земля Отважных» и первая книга оригинального цикла. Вышла в оригинале 6 июня 2017 года, а в России вышла в сентябре того же года. На русскоязычной обложке изображён Бесстрашный с Занозой и Пачкулей на спине, в правом верхнем углу — Всадница Ветра, в левом верхнем углу — Тучка и Великая Мать.
Из поколения в поколение обитатели Земли Отважных следовали главному и единственному закону: охотиться только ради того, чтобы выжить. Но вот хрупкий мир между хищниками и травоядными нарушен гнусным предательством. Спасти его призваны три главных героя: юный лев, отлучённый от своего прайда, слониха, умеющая узнавать правду по костям погибших и бабуин, восставший против своей судьбы.
- Закон чести

Вышла 8 февраля 2018 года. Вторая книга серии «Земля Отважных». Она была издана 8 февраля 2018 года, а в России вышла в апреле 2018. На обложке российской версии справа изображен Жало, слева — Коварный, в левом нижнем углу — стервятники.
В Земле Отважных наступили тёмные времена, повсюду царят хаос и смятение. Непреложный закон «охотиться только ради того, чтобы выжить» был нарушен: на хранительницу мира и спокойствия, слониху Великую Мать, совершено предательское нападение. Обрушившийся на Землю Отважных после этого чудовищный ливень и сменившая его страшная засуха грозят серьёзными бедами всем её обитателям. Для троих избранных — слонихи Тучки, бабуина Занозы и льва Бесстрашного — настаёт время испытаний. Они из последних сил пытаются сохранить хрупкое равновесие между травоядными и хищниками, однако начавшаяся вражда лишь стремительно набирает силу, вовлекая в свой водоворот всё новых обитателей Земли Отважных. Мир стоит на пороге больших перемен…
- Ветер перемен

Вышел 2 ноября 2018 года. Третья книга серии «Земля Отважных». В США и Англии вышла 2 октября 2018, в России — 2 февраля 2019. На русскоязычной обложке изображена Тучка, идущая вслед за Всадницей Ветра.
Тени сгустились над Землёй Отважных. Нарастающие противоречия угрожают окончательно нарушить хрупкое равновесие между травоядными и хищниками. Стада и племена отдаляются друг от друга всё больше и больше, а недавние союзники становятся непримиримыми врагами. Властолюбивый бабуин Жало, обманом провозгласивший себя Великим Отцом, хранителем Земли Отважных, готов пойти на любую подлость, чтобы не потерять своё новообретённое влияние. Лишь троим избранным — слонихе Тучке, бабуину Занозе и льву Бесстрашному — под силу остановить его и найти истинного Великого Родителя, подарив всем животным надежду на лучшее будущее. Только тогда равновесие восстановится и в Земле Отважных вновь задует ветер перемен.

### Цикл II
Второй цикл — вторая трилогия книг о Земле Отважных. Является прямым продолжением предыдущей. События цикла происходят чуть менее, чем через месяц после «Ветра перемен» и почти через год после «Расколотого прайда».
- Смещение теней

Вышла 7 мая 2019 года. Первая книга второго цикла серии «Земля Отважных». В США и Англии вышла 7 мая 2019. На англоязычной обложке изображены Ягодка и Заноза.
Лидер-самозванец пал, но Земля Отважных всё ещё в серьёзной опасности.
Смерть Жала должна была вернуть мир в страну; но Великий Родитель не сделал ни шага вперёд, и теперь судьба Земли Отважных висит на волоске. С таинственной угрозой, скрывающейся среди них, все члены Великого Стада должны найти в себе силы идти по истинному пути или рискнуть потерять Землю Отважных навсегда.
- Пожиратели душ

Вышла 4 февраля 2020 года. Пятая книга серии «Земля Отважных» и вторая книга второго цикла. На англоязычной обложке изображены Тучка, Проворный и Живчик.
Истинное зло пришло на Землю Отважных… Только надежда способна изгнать его.
Как новый Великий Отец, молодой бабуин Заноза надеется привести Землю Отважных к миру после периода огромных потрясений. Но стая бродячих волков скрывается среди Великого Стада, творя такое зло, что может разрушить мир до того, как он восстановится.
Животные Великого Стада должны снова объединится, чтобы защитить свой дом от тех, кто будет наблюдать, как он пылает.
- Хранитель клятвы

Вышла 22 сентября 2020 года.
В конце концов, Великое Стадо объединилось против Титана — теперь оно настолько мощное, что даже Бесстрашный, поклявшийся отомстить за смерть отчима, не может победить буйного льва в одиночку. У Торна может быть план, как привести к падению Титана, но животные Бравленда должны решить, насколько они готовы рискнуть и кого они готовы потерять.

## Критика
Первая книга из серии появилась в списке бестселлеров New York Times. School Library Journal раскритиковал серию за сходство с «Королем-львом», но написал: «Поклонники предыдущей серии Хантер не будут разочарованы и с нетерпением ждут следующей части этой новой серии». Kirkus Reviews дал ему звездный обзор и написал: «Глубокие персонажи, сложный сюжет, богатая мифология и потрясающий сеттинг — всё вместе, доказывает, что коллектив Эрин Хантер — мастера своего дела. Поклонники серии „Коты-Воители“ будут в восторге от возможности путешествовать из лес в саванну в этой новой серии».